# Exudado faríngeo
El exudado faríngeo es la toma de muestra que se realiza en el fondo de la garganta (en las amígdalas, generalmente) mediante el uso de un hisopo estéril. Sirve como herramienta de diagnóstico de padecimientos de origen bacteriano.
El hisopo se introduce y se da vueltas sobre la muestra a fin de que quede bien impregnado. Se prosigue a sembrar en medios de cultivo, tomando como los más nutritivos agar sangre y agar chocolate, se pueden usar también el agar McConkey, entre otros. Después se procede a incubar a 37 °C y los resultados se obtienen en 48 horas.